# Балушек, Ганс
Ганс Балу́шек (нем. Hans Baluschek; 9 мая 1870, Бреслау — 28 сентября 1935, Берлин) — немецкий художник и писатель, представитель стиля Новая вещественность.

## Биография
- 1889—1894 — учёба в Королевской академии искусств в Берлине
- 1897 — участие в Большой Берлинской художественной выставке
- 1898 — циклы картин «Зильт» и «Железная дорога»
- 1898-1899 — сотрудничает в юмористическом журнале «Корабль дураков» (Das Narrenschiff)
- 1899 — выставка в составе группы «Die XI»; участвует в основании движения «Берлинский сецессион»
- 1900 — преподаёт в женской художественной школе в Берлине, где в это же время работала К. Кольвиц
- 1920 — вступает в Социал-демократическую партию Германии
- 1923 — создаёт цикл литографий «Портреты асоциальных женщин»
- 1924 — председатель Большой Берлинской художественной выставки
- 1925 — один из организаторов выставки «Берлинское искусство» в Немецкой опере, в Шарлоттенбурге
- 1926 — сооснователь кассы взаимопомощи берлинских художников
- 1926—1931 — по заказу магистрата Большого Берлина пишет серию городских пейзажей
- 1929 — контролёр при художественном отделении Центрального института воспитания и преподавания
- 1933 — с приходом к власти нацистов заклеймён «марксистским художником», лишён должностей, творчество Г. Балушека было признано относящимся к дегенеративному искусству.

### Детство и юность
Ганс Балушек родился 9 мая 1870 года в Бреслау в семье Франца Балушека — инспектора железных дорог. У Ганса было три сестры, две из которых умерли от туберкулёза в детстве. После окончания Франко-прусской войны, в 1871 году Франц Балушек получил повышение по службе, но должен был переехать в маленький городок Ханау (нынешний Хойнув, Польша). Впечатления от железной дороги и всем, что с нею связано, полученные в детстве, позднее отразились во многих картинах.
В 1876 году Франц Балушек вместе с семьёй переехал в Берлин. В столице Германии семья железнодорожного инженера за десять лет сменила не менее пяти мест проживания. Как правило это были новостройки предназначенные для рабочих. Берлин тогда пребывал в самом разгаре экономического кризиса последовавшего за Биржевой паникой 1873 года, но несмотря на сложные финансовые условия, Франц Балушек делал всё возможное, чтобы семья могла себе позволить вести образ жизни мелких буржуа (нем. kleinburgerlich) и сохраняла дистанцию среди семейств рабочих, в чьих кварталах им приходилось жить.
Окончив начальную школу Ганс Балушек в 9-летнем возрасте поступил в гимназию в берлинском районе Темпельхоф-Шёнеберг, специализирующейся на гуманитарных и естественных науках.
В 1880-х годах юный Балушек был глубоко впечатлён работами русского художника Василия Верещагина, картины которого демонстрировались на одной из берлинских выставок. Особенно его поразили картины, посвящённые Русско-турецкой войне (1877—1878) гг.. О них тогда много говорили в артистических кругах, многих шокировал столь смелый художественный реализм русского художника. Ганс Балушек начал повторять манеру Верещагина в собственных ранних картинах и набросках, влияние можно наблюдать и в некоторых более поздних работах Балушека.
В 1887 году отец Ганса Балушека получил назначение на работу в Рюгене — крупном немецком острове. Своё гимназическое образование Ганс заканчивал в Штральзунде. На новом месте будущий художник познакомился с левыми идеями и новым, для того времени, политическим движением — социализмом. Эти политически неблагонадёжные идеи своим ученикам преподавал Макс Шютте, за что и был вскоре уволен. Балушек вместе с одноклассниками самостоятельно продолжили ознакомление с разнообразными актуальными работами социально-демократической направленности, в частности, работами Льва Толстого и Эмиля Золя. Когда Ганс Балушек выпустился из гимназии в 1889 году, он уже не колебался в выборе профессии, он хотел был художником.

### Университет

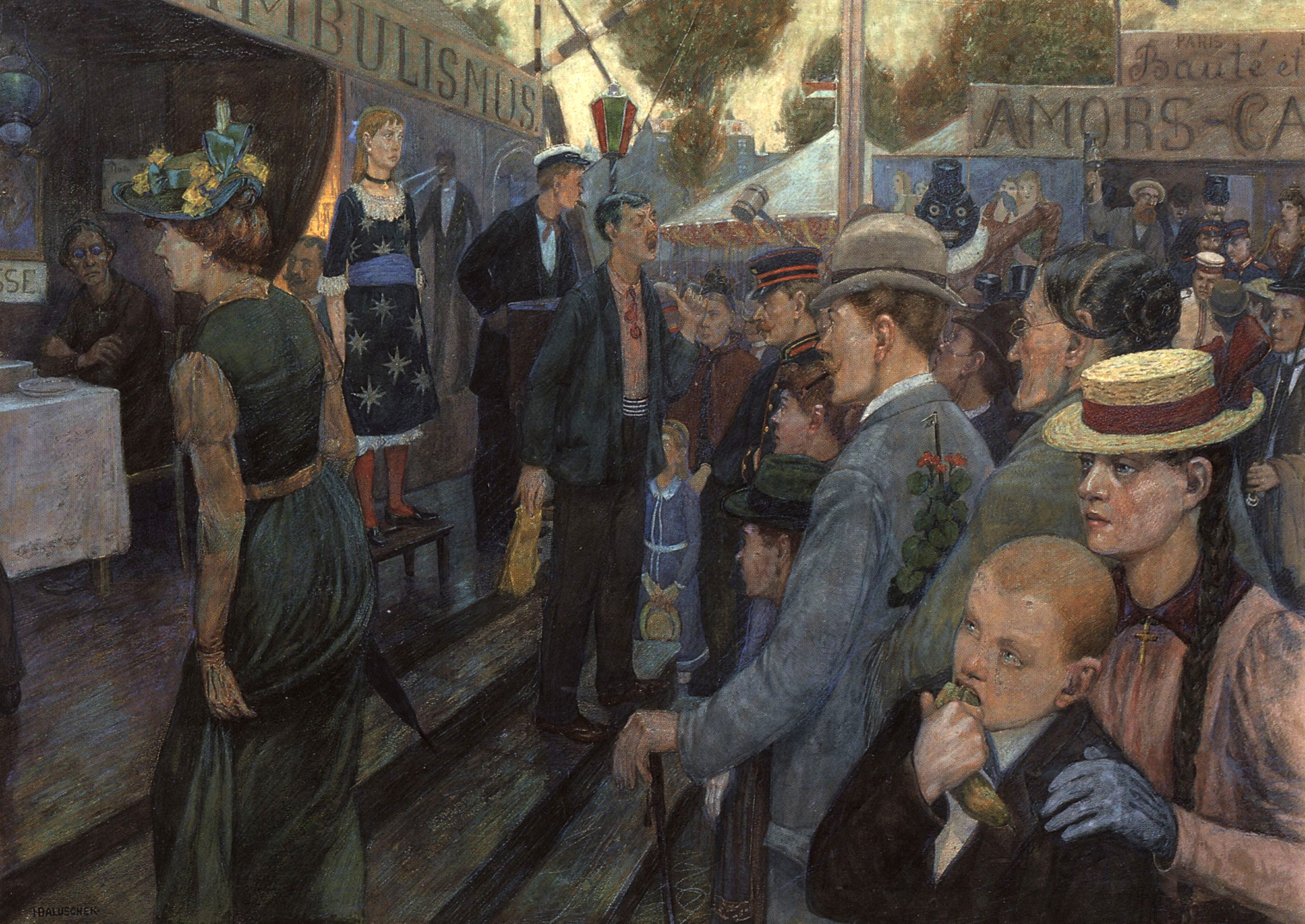
Увеселительный парк «Hasenheide», 1895 год

После окончания гимназии Балушек поступил в Берлинский университет искусств, где познакомился с Мартином Бранденбургом, с которым у него сохранилась дружба на долгие годы после университета.
Берлинское высшее учебное заведение оставалось консервативным в том, что касалось изобразительных искусств. В нём игнорировался, например, современный и набиравший всё большую популярность импрессионизм. Преподавание фокусировалось на традиционных техниках рисования и школах изобразительных искусств, а также истории художеств.
Во время учёбы Ганс Балушек жил в районе Шёнеберг. Первые наброски дошедшие до нас, датируются 1889 годом, на них художник запечатлел сам себя в студенческом костюме. Также среди ранних работ есть батальные сцены, сцены уличной жизни Штральзунда и Берлина. В 1890-х года в творчестве Балушека появляется тематика посвящённая изображению жизни рабочего класса Берлина. В этих работах появляется то, что можно назвать «классовым подходом». Картины подчёркивают расслоение и разницу в социальном положении жителей немецкой столицы. Картины посвящённые жизни простых берлинцев всё больше отдаляются по исполнению от традиционных техник рисования.
Балушек бросает учёбу в университете в 1893 году и становится независимым художником, теперь уже почти целиком сфокусированным на изображении классового неравенства. Такой уход делает его непризнанным в консервативном художественном мире Германии тех времён. Тем временем Ганс погружается в чтение работ левой направленности. Среди его авторов Герхарт Гауптман, Лев Толстой, Генрих Ибсен, Иоганнес Шлаф и Арно Хольц. Художник испытывает сильное влияние литературного натурализма.

### Художественное становление

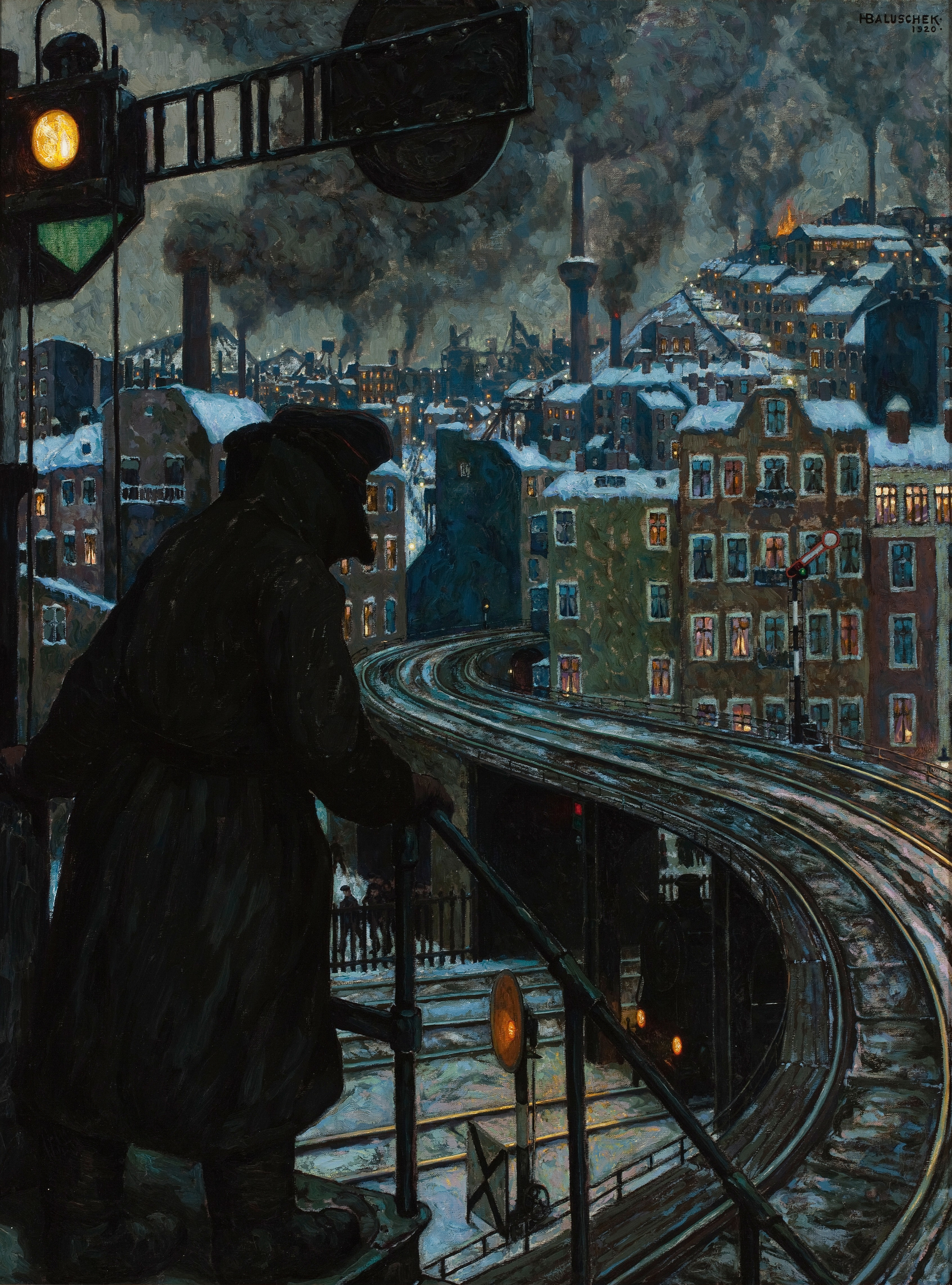
«Город рабочих», 1920 год

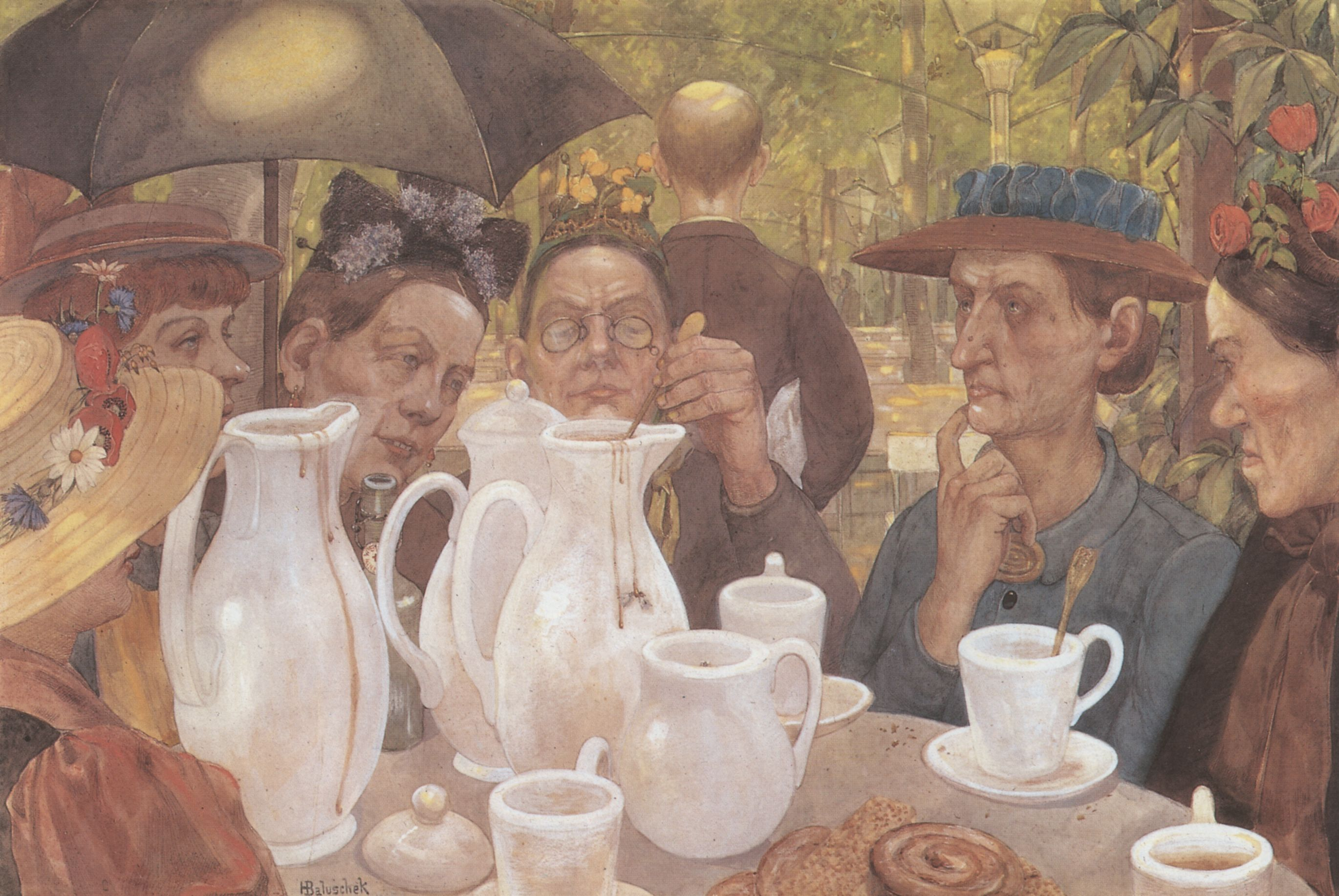
«Семейство пьющее кофе», 1895 год

Главный период творческого развития художника начался в 1894 году и протянулся на два десятилетия вплоть до начала Первой мировой войны. Ганс Балушек отошёл от традиционного изобразительного искусства, и всё больше сближался с немецкими импрессионистами во главе с Максом Либерманом. Балушек в этот период любит работать над изображениями пригородов Берлина, в которых возводятся фабрики, многоэтажные здания, проводятся всё новые железнодорожные пути. Его излюбленными темами становятся индустриальные пейзажи и почти всё то, что демонстрирует жизнь рабочих Берлина. Например картина «Полдень» (нем. Mittag) изображает несколько жён и детей рабочих, которые устало несут своим родным корзины с обедом, чтобы те могли дальше продолжать свой тяжкий ежедневный труд.
В это же время Ганс Балушек поддерживает дружеские отношения с авангардным поэтом Рихардом Демелем, известному по своей поэме «Рабочий» (нем. Der Arbeitmann) и «Четвёртый класс» (нем. Vierter Klasse). Художник создаёт иллюстрацию для обложки сборника поэм Демеля «Женщина и Мир» (нем. Weib und Welt), который выпустится в 1896 году.
Балушек развивает отношения с писателями из левого крыла, в том числе с Арно Хольцом. Хольц становится главной фигурой для Балушека в литературном натурализме, писатель также становится духовным наставником Ганса Балушека. В это же время Балушек ищет свой стиль. Картины он рисует акварелью или гуашью, редко прибегая к работе маслом. Ганс много работает с пастельными карандашами, так как считает, что они хорошо передают мрачноватые тона жизни городского рабочего класса.
Во второй половине 1890-х годов о Балушеке начинает говорить художественная и артистическая среда, особенно после его совместных с Мартином Бранденбургом выставок в 1895, 1896 и 1897 годах.
Вальтер Лейстиков руководитель объединения художников «XI», которое сформировалось в 1892 году, приглашает Балушека участвовать в их выставках. В 1898 году многие члены арт-объединения «XI» входят Берлинский сецессион, Балушек также входит в сецессион и становится его секретарём. Художник регулярно выставляет свои новые работы на выставках Берлинского сецессиона, и вместе с остальными регулярно получает свою норму критики. Депутат Рейхстаха Вольдемар Конт фон Ориола, например, назвал одну из работ Балушека «необузданной пародией на эстетические нормы».

### Первая мировая война
Начало Первой мировой войны всколыхнуло и художественное сообщество Германии. По большому счёту, художники приветствовали милитаристский подъём охвативший страну, но были и те не приняли войну, например такие художники, как Кете Кольвиц и Отто Нагель. Несколько членов Берлинского сецессиона (Макс Бекман, Эрих Хеккель) пошли добровольцами в армию.
Ганс Балушек поддержал политику Германии, он был одним из тех, кто жертвовал сбережения на издание патриотического журнала художественного критика Пауля Кассильера «Военное время» («Kriegszeit»), и прилагал всяческие усилия для выхода еженедельника «Kunstlerblatter zum Krieg».
В 1915 году Ганс Балушек пожертвовал два десятка картин на публикацию карт.
В 1916 году Балушек пошёл добровольцем на фронт. Он был резервистом сначала на Западном, а позднее на Восточном фронте. Поражение Германии художник воспринял очень болезненно и никак не поддержал создание Веймарской республики.

### Веймарская республика

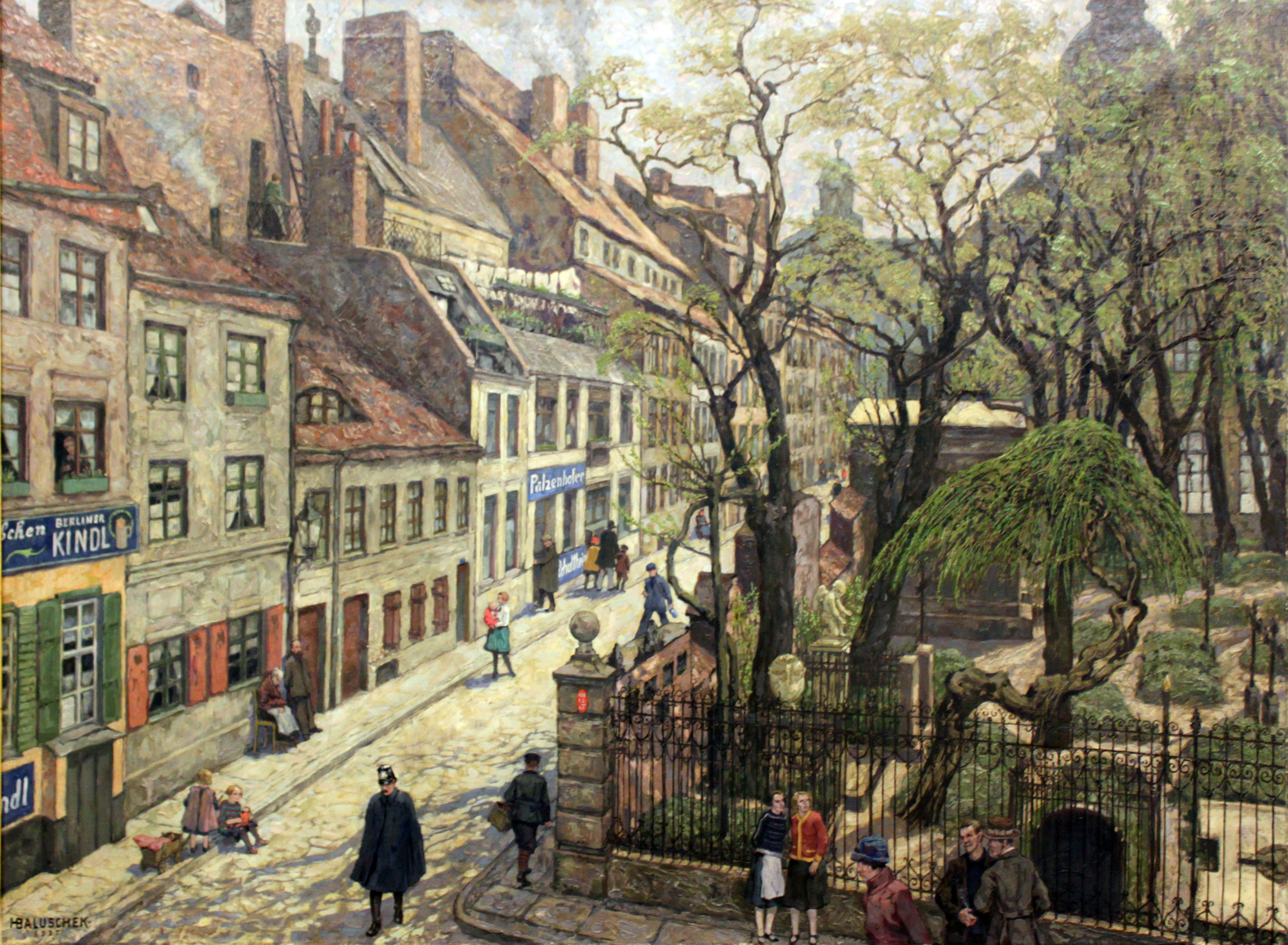
«Alt-Berlin Waisenstrasse anagoria», 1927 год

В годы Веймарской республики Ганс Балушек переключился на создание иллюстраций к сказкам. Некоторые его работы стали классическими и переиздаются к сказкам до сих пор, как, например, рисунки для детской книги Peterchens Mondfahrt, созданные Гансом Балушеком в 1919 году. Также художник рисовал для таких детских книг как: «Что нам расскажет календарь» (нем. Was der Kalender erzahlt), «В земле сказок» (нем. In’s Marchenland) и «О маленьких людях, маленьких животных и маленьких вещах» (нем. Von Menschlein, Tierlein, Dinglein), появившихся в 1919, 1922 и 1924 гг. соответственно. Художник также проиллюстрировал издание сказок Братьев Гримм 1925 года. Помимо этого Балушек рисовал рекламные плакаты и афиши для театров и кино.
После войны многие художники пребывали в кризисе, Ганс Балушек нашёл себя в культурном обучении окружающих доступными методами, не забывал художник и об идеях социализма и социальной справедливости. Так в 1929 году он помогал в создании фильма en:Mother Krause's Journey to Happiness, в котором коммунизм выдвигался главным спасением от нищеты. В 1920 году художник был одним создателей Народной школы большого Берлина (нем. Volkshochschule Gross-Berlin) и некоторое время преподавал там рисование. Ганс Балушек был одним из основателей Лиги Пролетарской литературы (нем. Bund fur proletarische Literatur). В 1924 году вошёл в состав литературного совета при Социал-демократической партии. Членом этой партии художник стал в 1920 году. Ганс Балушек был советником мэра Густава Бёсса от социал-демократической партии, и сыграл главную роль в создании бюро социальных пособий для берлинских представителей творческой интеллигенции (актёры, художники и т. д.). Некоторое время возглавлял это бюро.
Балушек иллюстрировал ряд периодических изданий включая социал-демократический «Illustrierte Reichsbannerzeitung», также несколько школьных учебников, повестей, изданий по железнодорожному транспорту. Так как Балушек принадлежал к левому крылу социал-демократической партии, он охотно сотрудничал и с членами коммунистической партии. Его картина «Будущее» (нем. Zukunft) была размещена на обложке немецкого коммунистического журнала «Серп и молот» в 1920 году. Балушек был одним из 10 немецких лево-ориентированных художников, которые сделали пожертвования на проведение антивоенной конференции в Амстердаме в 1924 году. В 1929—31 гг. художник был директором Большой берлинской художественной выставки.
Среди его учеников — художница Алиса Михаэлис (1875—1943).

### Приход нацистов
После прихода к власти нацистов в 1933 году Ганс Балушек был определён ими как «марксистский художник», его творчество было причислено к дегенеративному искусству. Художник лишился всех должностей, его выставки были запрещены.
Ганс Балушек умер 28 сентября 1935 года в Берлине, в возрасте 65 лет.

## Творческое наследие
Ганс Балушек был не самым знаменитым художником Берлинского сецессиона. В Западной Германии о нём сравнительно мало вспоминали, а вот в Восточной Германии, за его никогда не скрываемые левые взгляды, художника настигла большая посмертная слава. Работы Балушека часто размещались в самых различных изданиях. Выставки творчества проходили в Бранденбургском музее Берлина на годовщины его смерти.
В 2004 году маленький парк в Шёнеберге получил имя Ганса Балушека.

## Литературные сочинения
- «Воздух Шпрее. Берлинская история», (1913)
- «Распахнутые души», (1920)
- «Истории большого города», (1924)